# Sika Anoa'i
Sika Anoa'i (Leone, 5 april 1945 – 25 juni 2024) was een Amerikaans-Samoaans professioneel worstelaar; hij was lid van de beroemde familie Anoa'i.
Sika en Afa Anoa'i worstelden en wonnen samen als tag team Wild Samoans vele titels.

## Familie
Sika heeft twee zonen, Matt en Joe (Roman Reigns). Matt was een professioneel worstelaar, die geworsteld heeft voor World Wrestling Entertainment als "Rosey" en voor All Japan Pro Wrestling. Matt overleed in 2017 aan een hartkwaal. Joe speelde American football voor Georgia Tech van 2003-2006 en stapte daarna over op worstelen, waar hij bekend werd als Roman Reigns.
Anoi 'i overleed op 25 juni 2024 op 79-jarige leeftijd.

## In worstelen
- Afwerking en kenmerkende bewegingen
  - Samoan drop
  - Stomach vice
  - Headbutt
  - Meerdere suplex variaties
    - German
    - Snap
    - Super

- Managers
  - General Skandor Akbar
  - Lou Albano
  - Ole Anderson
  - Brother Ernest Angel
  - Abdullah Farouk Jr.
  - Mr. Fuji
  - Ben Flaherty
  - King Curtis Iaukea
  - Ernie Ladd
  - Alan Martin
  - Saul Weingeroff

## Erelijst
- Continental Wrestling Association
  - AWA Southern Tag Team Championship (1 keer met Afa Anoa'i)

- Georgia Championship Wrestling
  - NWA National Tag Team Championship (1 keer met Afa)

- Gulf Coast Championship Wrestling
  - NWA Gulf Coast Tag Team Championship (2 keer met Afa)

- International Wrestling Alliance
  - IWA Tag Team Championship (1 keer met Afa)

- Mid-South Wrestling Association
  - Mid-South Tag Team Championship (3 keer met Afa)

- NWA All-Star Wrestling
  - NWA Canadian Tag Team Championship (Vancouver version) (1 keer met Afa)

- NWA Detroit
  - NWA Detroit World Tag Team Championship (2 keer met Afa)

- Stampede Wrestling
  - Stampede International Tag Team Championship (2 keer met Afa)

- World Wrestling Federation / World Wrestling Entertainment
  - WWF Tag Team Championship (3 keer met Afa)
  - WWE Hall of Fame (Class of 2007)